# باز الوقواق الإفريقي
باز الوقواق الأفريقي طائر متوسط من جنس البازا ومتوسط الحجم وسمي بذلك لأنه يشبه الوقواق الشائع.